# Зелёновское сельское поселение (Ульяновская область)
Зелёновское се́льское поселе́ние — муниципальное образование в составе Старокулаткинского района Ульяновской области.
Административный центр — село Старое Зеленое.

## Население
| 2010  | 2012  | 2013  | 2014  | 2015  | 2016  | 2017  |
| ----- | ----- | ----- | ----- | ----- | ----- | ----- |
| 1548  | ↘1444 | ↘1370 | ↘1322 | ↘1259 | ↘1180 | ↘1133 |
| 2018  | 2019  | 2020  | 2021  |       |       |       |
| ↘1102 | ↘1047 | ↘1012 | ↗1069 |       |       |       |

## Состав сельского поселения
В состав поселения входят 5 населённых пунктов — 5 сёл.
| № | Населённый пункт | Тип населённого пункта       | Население |
| - | ---------------- | ---------------------------- | --------- |
| 1 | Вязовый Гай      | село                         | 389       |
| 2 | Зарыклей         | село                         | 162       |
| 3 | Новая Лебежайка  | село                         | 103       |
| 4 | Новое Зелёное    | село                         | 133       |
| 5 | Старое Зелёное   | село, административный центр | 761       |